# The Rolling Stones (musikalbum)
The Rolling Stones är The Rolling Stones debutalbum, utgivet i april 1964 på skivbolaget Decca och i maj samma år i USA på London Records, med titeln England's Newest Hitmakers. Den brittiska hitsingeln, Buddy Hollys "Not Fade Away" var inte med på den brittiska versionen medan "Mona (I Need You Baby)" togs bort till förmån för "Not Fade Away" på den amerikanska versionen.
Här finns hårt rockande versioner av Chuck Berry-låten "Carol" och "Route 66". Även brittiska hiten "Tell Me" finns här i en längre version med ett långt gitarrsolo som togs bort på singeln. Albumet nådde Billboard-listans 11:e plats medan det i Storbritannien låg på albumlistans förstaplats under tolv veckor.

## Låtlista

### Storbritannien

#### Sida 1
1. "Route 66" (Bobby Troup) - 2:20
2. "I Just Want to Make Love to You" (Willie Dixon) - 2:15
3. "Honest I Do" (Ewart Abner/Jimmy Reed) - 2:07
4. "Mona (I Need You Baby)" (Ellas McDaniel)
5. "Now I've Got a Witness" (Nanker Phelge/Phil Spector) - 2:28

#### Sida 2
1. "Little by Little" (Nanker Phelge/Phil Spector) - 2:35
2. "I'm a King Bee" (James Moore) - 2:33
3. "Carol" (Chuck Berry) - 2:35
4. "Tell Me" (Mick Jagger/Keith Richards) - 3:47
5. "Can I Get a Witness" (Brian Holland/Lamont Dozier/Eddie Holland) - 3:00
6. "You Can Make It If You Try" (Ted Jarrett) - 2:10
7. "Walking the Dog" (Rufus Thomas) - 3:10

### USA

#### Sida 1
1. "Not Fade Away" (Buddy Holly/Norman Petty) - 1:48
2. "Route 66" (Bobby Troup) - 2:20
3. "I Just Want to Make Love to You" (Willie Dixon) - 2:15
4. "Honest I Do" (Ewart Abner/Jimmy Reed) - 2:07
5. "Now I've Got a Witness" (Nanker Phelge/Spector) - 2:28
6. "Little by Little" (Nanker Phelge/Spector) - 2:35

#### Sida 2
1. "I'm a King Bee" (James Moore) - 2:33
2. "Carol" (Chuck Berry) - 2:35
3. "Tell Me" (Mick Jagger/Keith Richards) - 3:47
4. "Can I Get a Witness" (Brian Holland/Lamont Dozier/Eddie Holland) - 3:00
5. "You Can Make It If You Try" (Ted Jarrett) - 2:10
6. "Walking the Dog" (Rufus Thomas) - 3:10